# Halo 3: ODST
Halo 3: ODST — самостоятельное дополнение к игре Halo 3. В отличие от первых трёх игр, в дополнении игрок принимает роль не Мастера Чифа, а орбитального десантника (англ. Orbital Drop Shock Trooper, сокращенно — O.D.S.T.) «Новичка» (The Rookie). Действие игры происходит одновременно с событиями Halo 2 и в промежутке до событий Halo 3.

## Игровой процесс
Хотя геймплей дополнения сильно напоминает геймплей предыдущих игр серии, игрок принимает роль не суперсолдата, а обычного человека, борющегося с ковенантами в городе Новая Момбаса, Кения. Так как главный герой не является «Спартанцем», то он облачён в обычную десантную броню, а не экзоскелет типа «Мьельнир». То есть стиль игры будет несколько отличаться, ведь игроку придётся воевать более осторожно из-за повышенной угрозы со стороны врага. Хотя игра не будет являться стелс-экшеном, в игре всё же будут присутствовать элементы этого жанра. Также, в отличие от предыдущих игр серии, геймплей дополнения будет нелинейным, то есть действия игрока не будут столь ограниченными.
Главной целью игры будет блуждание по руинам Нью-Момбасы в попытке узнать судьбу пропавших товарищей. Обнаружив какую-нибудь улику (например, погнутую снайперскую винтовку на проводах), игра переходит на стадию воспоминания, и игрок принимает роль пропавшего солдата.

## Сюжет
Действие дополнения происходит во вселенной Halo в 2552 году во время событий Halo 2. В то время как основные персонажи Halo 2 находятся на Хало Дельта, сюжет ODST сосредоточен на событиях происходящих в Нью-Момбасе на Земле во время вторжения Ковенанта. Главным героем игры является неназванный орбитальный десантник по прозвищу «Новичок» (Rookie). Десантники зачастую высаживаются в одноместных капсулах, запускаемых с кораблей с низкой орбиты. Во время игры, «Новичок» теряет связь с остальными членами команды (Ромео, Голландец, Бак и Микки) и должен узнать что с ними произошло с помощью ИИ по имени «Суперинтендант», ответственным за техническую поддержку города.
Игра начинается с обсуждения плана штурма корабля Пророка Сожаления, который находится над Новой Момбасой членами отряда штурмовиков (Голландец, Ромео, Микки и Новичок). Прибывает командир отряда Эдди Бак и представляет отряду женщину по имени Вероника Дэйр. Он не говорит отряду, что она является агентом Офиса Военно-морской Разведки (англ. Office of Naval Intelligence, ONI) и его бывшей подругой. Члены отряда и Дэйр залезают в свои одноместные капсулы, которые сбрасывает корабль на орбите. Они падают сквозь атмосферу к флагману Ковенанта, но за минуту до касания, Дэйр изменяет траекторию капсул отряда, и они пролетают мимо корабля. Флагман совершает гиперпрыжок, создавая шоковую волну и электромагнитный импульс. В результате, капсула «Новичка» сталкивается с другой и падает на землю, отключая солдата на 6 часов. Очнувшись, он выбирается и начинает поиски пропавшего отряда.
Бак приходит в себя после падения и пробивается через войска Ковенанта, чтобы найти Дэйр. Обнаружив её капсулу, он находит лишь обугленный шлем. Ромео спасает Бака от Инженера, и оба решают убраться из города. Капсула Голландца падает возле заповедника, после чего он помогает десантникам на пути в город. Микки реквизирует танк «Скорпион» и пробивается через вражескую бронетехнику к бульвару в Момбасе. Там он встречается с Голландцем, и они защищают штаб О. Ф.Р. от Ковенанта, взорвав мост, чтобы задержать врага. Но вражеских солдат оказывается слишком много, и штурмовикам приходится взорвать здание, чтобы оно не досталось пришельцам. К счастью, их эвакуирует аэрокосмический челнок «Пеликан», после чего они устанавливают связь с Баком и назначают место встречи на крыше полицейского управления. Прибыв на крышу, Бак и Ромео видят как ковенанты сбивают «Пеликан». Они спасают Голландца и Микки и защищаются от вражеского штурма. Но затем появляется брут-генерал и серьёзно ранит Ромео. Отряду удаётся захватить вражеский транспорт «Фантом», но Бак решает вернуться, чтобы найти Дэйр.
В городе «Новичку» помогает И. И. «Суперинтендант», направляющий его к местоположению Дэйр. Вместе с ней, они направляются к центральному процессору Суперинтенданта, в котором находится важная информация о цели поисков ковенантов. Пробившись через крупные силы Ковенанта, они добираются до «Суперинтенданта» и обнаруживают там Инженера. Дэйр объясняет что Инженеры являются рабами Ковенанта, а этот решил перебежать к людям. Он скачал всю информацию с памяти в себя. Задача Дэйр — вывести Инженера из города в целости и сохранности. «Новичок», Дэйр и Инженер встречаются с Баком и им удаётся сбежать, несмотря на огромное сопротивление врага. Улетая на захваченном «Фантоме», отряд наблюдает за тем как Ковенант уничтожает Новую Момбасу чтобы раскопать портал к Ковчегу.
Через месяц, отряд наблюдает за Инженером на орбитальной станции ККОН. Прибывает сержант Эйвери Джонсон и говорит что собирается допросить Инженера. Если игру завершить на Легендарной сложности, то также показана сцена в которой Пророк Истины наблюдает как другие Инженеры раскапывают артефакт Предтечей под центральным процессором «Суперинтенданта».

## Выпуск
Релиз оригинальной версии для Xbox 360 состоялся 22 сентября 2009 года. Для Xbox One улучшенная версия Halo 3: ODST стала доступна 30 мая 2015 года в составе The Master Chief Collection. Релиз дополнения для ПК состоялся 22 сентября 2020 года.

## Отзывы
| Сводный рейтинг | Сводный рейтинг |
| Агрегатор       | Оценка          |
| --------------- | --------------- |
| GameRankings    | 84,77 %         |